# Chyżne
Chyżne (węg. Chizsne, słow. Chyžné) – wieś łańcuchowa w Polsce położona w województwie małopolskim, w powiecie nowotarskim, w gminie Jabłonka.
W roku 2021 we wsi mieszkało 1129 osób, z czego 52,8% mieszkańców stanowiły kobiety, a 47,2% mężczyźni.
W latach 1954–1961 wieś należała i była siedzibą władz gromady Chyżne, po jej zniesieniu w gromadzie Jabłonka. W latach 1975–1998 miejscowość administracyjnie należała do województwa nowosądeckiego. Miejscowość położona jest w regionie geograficznym Kotlina Orawska i historyczno-etnograficznym Orawa.
Od czasu swego powstania, aż do roku 1918 wieś była częścią. Była jednak zamieszkiwana przez ludność polską. Według spisu z 1910 Polacy stanowili 92,5% ogółu mieszkańców (1197 osób).
Po rozpadzie Austro-Węgier, 5 listopada 1918 r., wieś została przyłączona do Polski. 28 listopada 1918 r. Dekretem Tymczasowego Naczelnika Państwa Józefa Piłsudskiego, przyjętym przez rząd ludowy Jędrzeja Moraczewskiego zarządzone zostały tu wybory powszechne do Sejmu Ustawodawczego na dzień 26 stycznia 1919 r. Przynależność do Polski potwierdziło 31 grudnia 1918 r. polsko-czechosłowackie porozumienie zawarte  w tej wsi wyznaczające przebieg tymczasowej granicy wprost od Babiej Góry do Tatr. Jednakże 13 stycznia 1919 r. na skutek sfingowanego rozkazu naczelnego wodza Sił Sprzymierzonych gen. Ferdynanda Focha, Wojsko Polskie otrzymało nakaz wycofania się z tego terenu i w jego miejsce wkroczyło wojsko czechosłowackie. 27 września 1919 r. Rada Ambasadorów zapowiedziała przeprowadzenie tu plebiscytu, i wiosną 1920 r. teren plebiscytowy (całość Górnej Orawy) znalazł się pod kontrolą Międzysojuszniczej Komisji Rządzącej i Plebiscytowej, ale do plebiscytu nie doszło. Decyzją Rady Ambasadorów z 28 lipca 1920 r. wieś powróciła w granice państwa polskiego.
Od 21 listopada 1939 r. do początku 1945 była okupowana przez Słowację.
Po wojnie wróciła do Polski, choć jeszcze w 1946 strona polska oferowała ją do wymiany wraz z innymi miejscowościami w zamian za Jaworzynę Tatrzańską.
We wsi znajdowało się przejście graniczne na Słowację Chyżne – Trstená, przez które od początku lat 70. do połowy lat 80. przechodziła droga międzynarodowa T7, łącząca Kraków z Budapesztem, następnie zastąpiona przez drogę krajową nr 7 i trasę europejską E77. Po przystąpieniu Polski do Układu Schengen granica jest otwarta.
W Chyżnem urodził się Jan Szkodoń, polski duchowny katolicki, biskup krakowski.
We wsi jest używana gwara orawska, zaliczana przez polskich językoznawców jako gwara dialektu małopolskiego języka polskiego, przez słowackich zaś jako gwara przejściowa polsko-słowacka.